# Cyphocaris challengeri
Cyphocaris challengeri är en kräftdjursart som beskrevs av Thomas Roscoe Rede Stebbing 1888. Cyphocaris challengeri ingår i släktet Cyphocaris och familjen Cyphocarididae. Inga underarter finns listade i Catalogue of Life.